# Marie Lindgren
Marie Lindgren (* 26. März 1970 in Burträsk, Skellefteå, Västerbottens län) ist eine ehemalige schwedische Freestyle-Skierin. Sie war auf die Disziplin Aerials (Springen) spezialisiert. Die mehrfache schwedische Meisterin gewann eine olympische Silbermedaille und eine weitere in einem Demonstrationswettbewerb sowie zwei Weltmeisterschaftsmedaillen. Im Weltcup gelangen ihr drei Siege.

## Biografie
Marie Lindgren stammt aus Burträsk in der Gemeinde Skellefteå und startete für den Umeå-Holmsunds SK. Bevor sie mit dem Freestyle-Skiing begann, betrieb sie Gymnastik und alpinen Skisport.
Die Aerials-Spezialistin gab im Dezember 1990 in La Plagne ihr Debüt im Freestyle-Skiing-Weltcup und erreichte als Fünfte auf Anhieb ein Spitzenresultat. Wenige Wochen später belegte sie ihren ersten Podestplatz und konnte bereits Mitte Januar 1991 in Breckenridge ihren ersten Weltcupsieg feiern. Bei den darauffolgenden Weltmeisterschaften in Lake Placid verpasste als Vierte nur knapp die Medaillenränge. Am Saisonende belegte sie Rang fünf in der Aerials-Disziplinenwertung.
Bei den Olympischen Spielen von Albertville, wo Aerials zum zweiten Mal als Demonstrationswettbewerb vertreten war, gewann sie hinter Colette Brand die Silbermedaille. Mit einem Sieg und mehreren Podestplätzen erreichte sie 1991/92 als Disziplinendritte ein Karrierehoch. Im folgenden Winter fiel sie im Weltcup zwar zurück, konnte bei den Weltmeisterschaften in Altenmarkt-Zauchensee aber erneut Silber gewinnen. Auch bei den Olympischen Spielen von Lillehammer holte sie knapp hinter Lina Cheryazova die Silbermedaille, nachdem sie die Qualifikation, in der die usbekische Favoritin zu Sturz gekommen war, für sich entschieden hatte. 1995 gewann sie im Rahmen der Weltmeisterschaften in La Clusaz hinter Nikki Stone ihre vierte Silbermedaille bei einem Großereignis. Im Januar 1997 schlug Lindgren beim Weltcup in Breckenridge nach einem Dreifachsalto mit der Hüfte auf dem Boden auf und verlor das Bewusstsein. Sie erlitt eine Fraktur des sechsten Brustwirbels sowie eine schwere Gehirnerschütterung und beendete daraufhin auf Anraten der Ärzte ihre aktive Laufbahn.
Nach dem Karriereende arbeitete Lindgren als Sportlehrerin und Fernsehkommentatorin.

## Erfolge

### Olympische Spiele
- Albertville 1992: 2. Aerials (Demonstrationswettbewerb)
- Lillehammer 1994: 2. Aerials

### Weltmeisterschaften
- Lake Placid 1991: 4. Aerials
- Altenmarkt-Zauchensee 1993: 2. Aerials
- La Clusaz 1995: 2. Aerials

### Weltcupwertungen
| Saison  | Gesamt | Gesamt | Aerials | Aerials |
| Saison  | Platz  | Punkte | Platz   | Punkte  |
| ------- | ------ | ------ | ------- | ------- |
| 1990/91 | 17.    | 8      | 5.      | 70      |
| 1991/92 | 12.    | 9      | 3.      | 83      |
| 1992/93 | 28.    | 73     | 10.     | 440     |
| 1993/94 | 16.    | 82     | 4.      | 656     |
| 1994/95 | 19.    | 86     | 6.      | 684     |
| 1995/96 | 19.    | 78     | 7.      | 704     |
| 1996/97 | 48.    | 49     | 18.     | 340     |

### Weltcupsiege
Lindgren errang im Weltcup 21 Podestplätze, davon 3 Siege:
| Datum           | Ort                   | Land       | Disziplin |
| --------------- | --------------------- | ---------- | --------- |
| 20. Januar 1991 | Breckenridge          | USA        | Aerials   |
| 14. März 1992   | Altenmarkt-Zauchensee | Österreich | Aerials   |
| 5. März 1994    | Altenmarkt-Zauchensee | Österreich | Aerials   |

### Weitere Erfolge
- 6 schwedische Meistertitel (Aerials 1991–1996)[3]